# Карем Джабер
Карем Джабер (івр. כראם גאבר; нар. 31 жовтня 2000) — ізраїльський футболіст, захисник клубу «Маккабі» (Нетанья) та молодіжної збірної Ізраїлю.
Виступав також за клуб «Маккабі» (Нетанья).

## Клубна кар'єра
Карем Джабер народився 2000 року, та є вихованцем футбольної школи клубу «Маккабі» (Нетанья). Професійну футбольну кар'єру розпочав 2019 року в основній команді того ж клубу, за цей час зіграв у складі команди 136 матчів у чемпіонаті.

## Виступи за збірні
Карем Джабер у 2019 році дебютував у складі юнацької збірної Ізраїлю, загалом на юнацькому рівні взяв участь у 3 іграх.
Протягом 2021—2023 років Джабер залучався до складу молодіжної збірної Ізраїлю. У складі збірної футболіст брав участь у молодіжному чемпіонаті Європи 2023 року, на якому ізраїльська молодіжка дійшла до півфіналу. На молодіжному рівні Джабер зіграв у 14 офіційних матчах.